# Ciro (nome)
Ciro  è un nome proprio di persona italiano maschile.

## Varianti
- Maschili: Cirio[2][3]
  - Alterati: Cirino[1][2][4]
- Femminile: Cira[2][3]
  - Alterati: Ciretta[3], Cirina[2][3]

### Varianti in altre lingue
- Catalano: Cirus[5]
  - Femminili: Cira[5]
- Ebraico: כּוֹרֶשׁ (Koresh, Kores)[4][5][6]
- Finlandese: Kyyros 
  - Femminili: Kiira[7]
- Greco antico: Κυρος (Kyros)[2][4][6]
- Greco biblico: Κυρος (Kyros)[4]
- Inglese: Cyrus[4][8]
  - Ipocoristici: Cy[4][8]
  - Femminili: Cyra[8], Kyra[8]
- Latino: Cyrus[4]
- Portoghese: Ciro
- Persiano antico: Kūruš[2][4][6][8]
- Russo: Кир (Kir)[4]
  - Femminili: Кира (Kira)[9]
- Spagnolo: Ciro[4][5]
  - Alterati: Cirino[4]
  - Femminili: Cira[5]

## Origine e diffusione

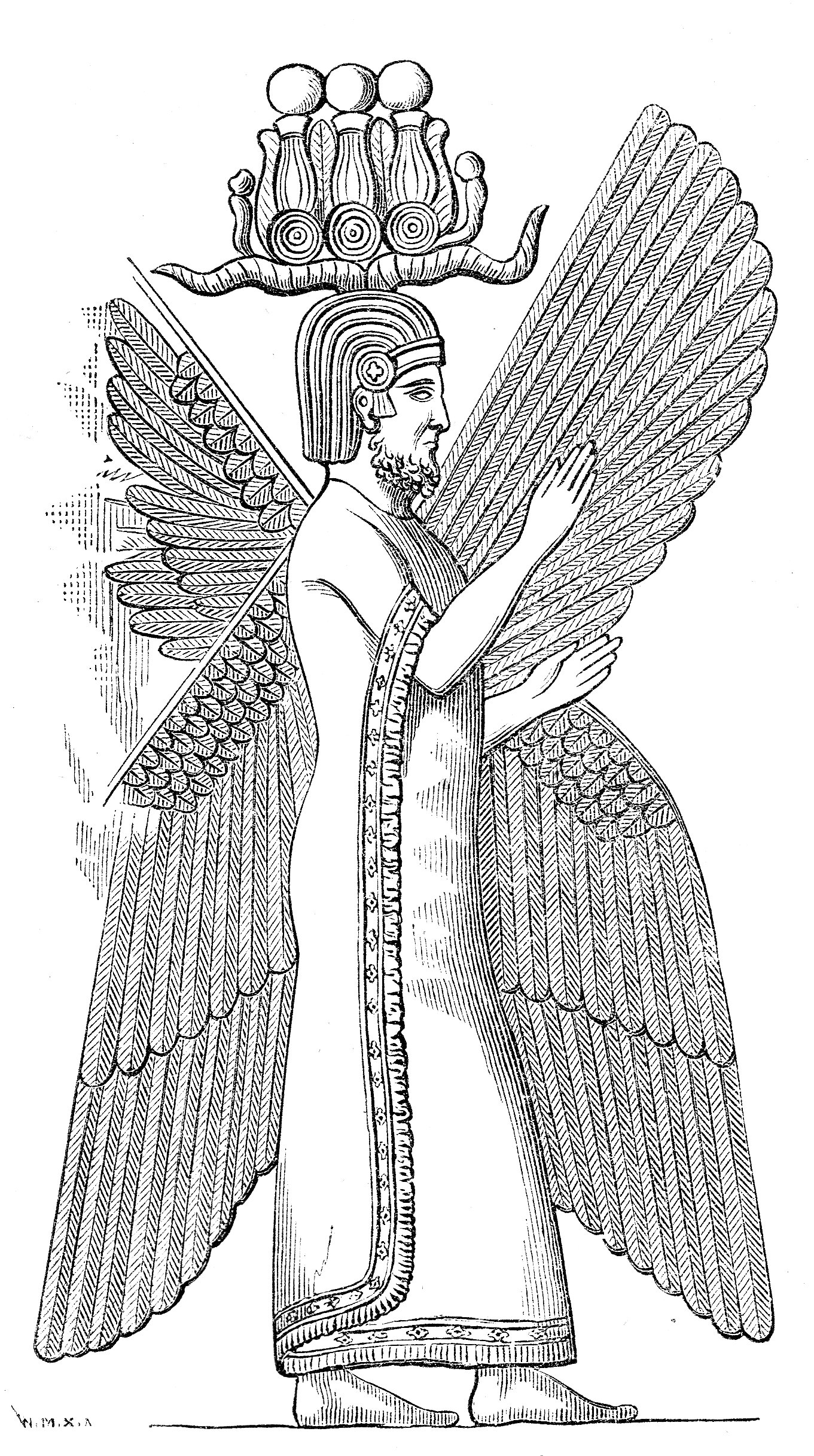
Illustrazione che ricalca un rilievo raffigurantea Ciro il Grande rinvenuto a Pasargade

Deriva dal nome persiano o elamico Kūruš, adattato in greco come Κυρος (Kyros), in ebraico come כּוֹרֶשׁ (Koresh) e in latino come Cyrus. L'etimologia è ignota, ma sono stati ipotizzati diversi significati, fra i quali "lungimirante", "giovane", "pastore", "eroe", "del trono" o "il sole/come il sole/figlio del sole"; è spesso associato al termine greco κυριος (kyrios, "signore", da cui Cirillo e Ciriaco), e in effetti l'adattamento greco potrebbe essere stato influenzato da tale parola.
Il nome venne portato da numerosi sovrani della Persia fra cui Ciro il Grande, conquistatore di Babilonia e liberatore del popolo ebraico, citato anche nell'Antico Testamento, la cui fama ne ha probabilmente aiutato la diffusione.
In Italia il suo uso è sostenuto dal culto di vari santi, ed è attestato principalmente nel Sud, in particolare in Campania e, per la forma Cirino, in Sicilia. In inglese, nella forma Cyrus, cominciò ad essere usato dai puritani dopo la Riforma protestante.

## Onomastico
L'onomastico si può festeggiare in memoria di più santi, alle date seguenti:
- 31 gennaio, san Ciro di Alessandria, medico ed eremita, martire a Canopo[10][11]
- 7 gennaio, san Ciro, patriarca di Costantinopoli[10]
- 10 maggio, san Cirino, martire a Lentini coi suoi fratelli[12]
- 14 luglio, san Ciro, vescovo di Cartagine e martire[10][11]

## Persone

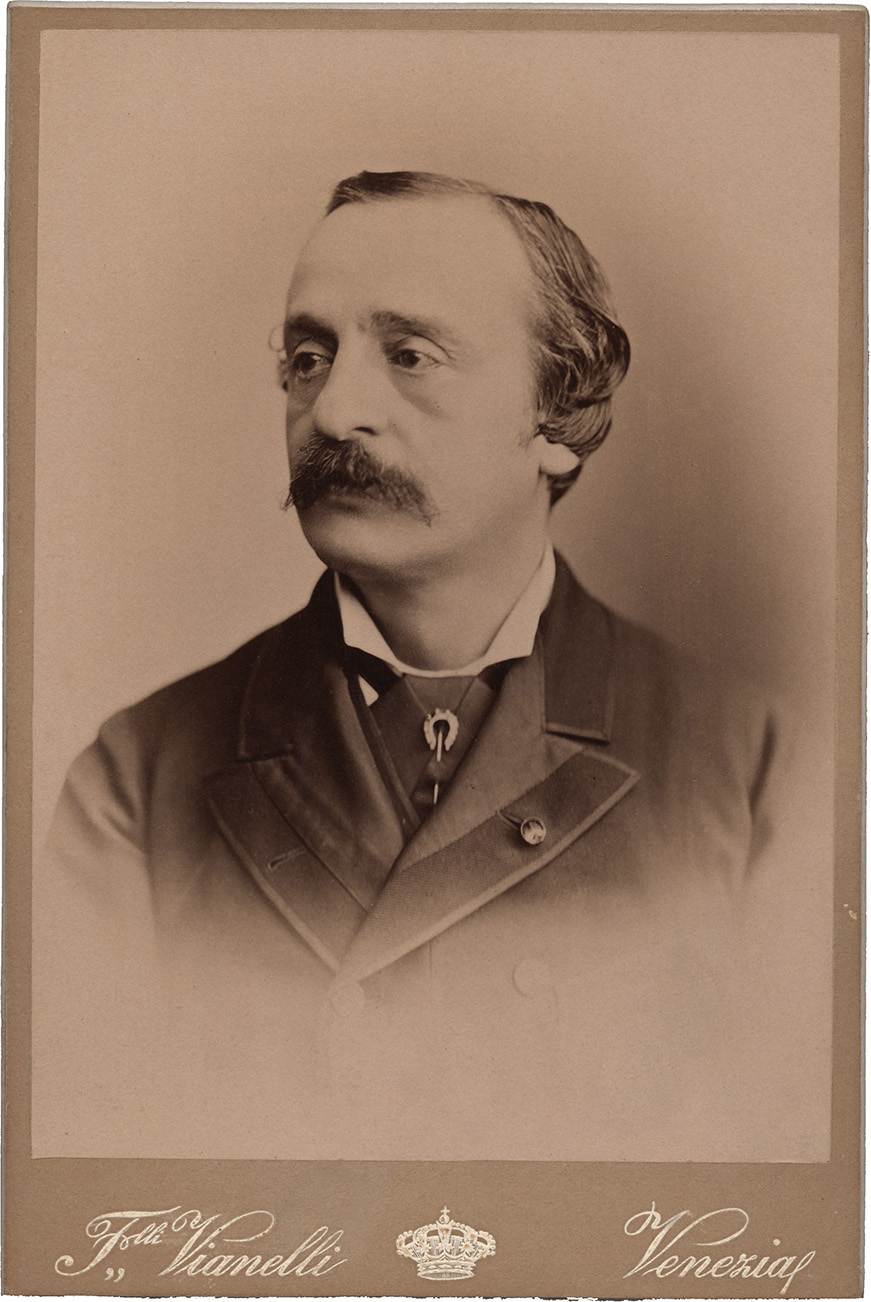
Ciro Pinsuti

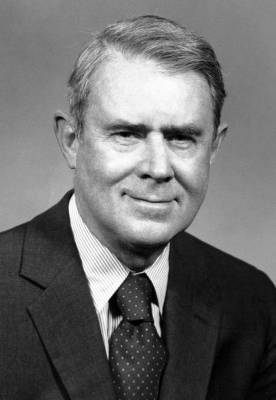
Cyrus Vance

- Ciro di Alessandria, medico e santo egiziano
- Ciro II di Persia, imperatore persiano
- Ciro il Giovane, principe achemenide e generale persiano
- Ciro Alegría, scrittore, giornalista e attivista politico peruviano
- Ciro Bilardi, calciatore e allenatore di calcio italiano
- Ciro Caversazzi, letterato italiano
- Ciro Ferrara, calciatore e allenatore di calcio italiano
- Ciro Ferri, pittore e scultore italiano
- Ciro Immobile, calciatore italiano
- Ciro Ippolito, attore, regista e produttore cinematografico italiano
- Ciro Menotti, patriota italiano
- Ciro Pinsuti, compositore italiano
- Ciro Scarponi, clarinettista e compositore italiano
- Ciro Sebastianelli, cantautore italiano

### Variante Cyrus
- Cyrus Adler, orientalista statunitense
- Cyrus Cassells, poeta e insegnante statunitense
- Cyrus West Field, imprenditore statunitense
- Cyrus Frisch, regista olandese
- Cyrus Griffin, politico statunitense
- Cyrus Scofield, teologo, saggista e pastore protestante statunitense
- Cyrus Vance, politico e avvocato statunitense
- Cyrus Young, atleta statunitense

### Altre varianti maschili
- Cirino di Lentini, santo italiano
- Paolo Cirino Pomicino, politico italiano
- Kyros Vassaras, arbitro di calcio greco

### Varianti femminili
- Kiira Korpi, pattinatrice artistica su ghiaccio finlandese
- Kira Muratova, regista e sceneggiatrice ucraina
- Kira Kirillovna Romanova, membro della famiglia Romanov
- Kira Zvorykina, scacchista russa

## Il nome nelle arti
- Ciro è uno dei 5 protagonisti nel romanzo Fine di Fernanda Torres.
- Cyrus è un personaggio dell'omonimo film del 2010 diretto da Jay e Mark Duplass.
- Cyrus è l'antagonista principale dei videogiochi Pokémon Diamante e Perla e Pokémon Platino.
- Ciro Di Marzio è uno dei personaggi della serie tv Gomorra - La serie.